# نوسا كامبانجان
كامبانجان أو نوسا كامبانجان هي جزيرة إندونيسية يفصلها عن جزيرة جاوة مجرى ضيق جداً، وتكون قريبة جداً من ميناء سيلاكاب الذي في المنطقة التي تقع ضمن مقاطعة جاوة الغربية. وتسمى الجزيرة بجزيرة ألكتراز الإندونيسية بسبب احتوائها على سجون محصة ومؤمنة بشكل فائق ومخصصة للمجرمين المتهمين بقضايا القتل والإرهاب والفساد وتجارة المخدرات.

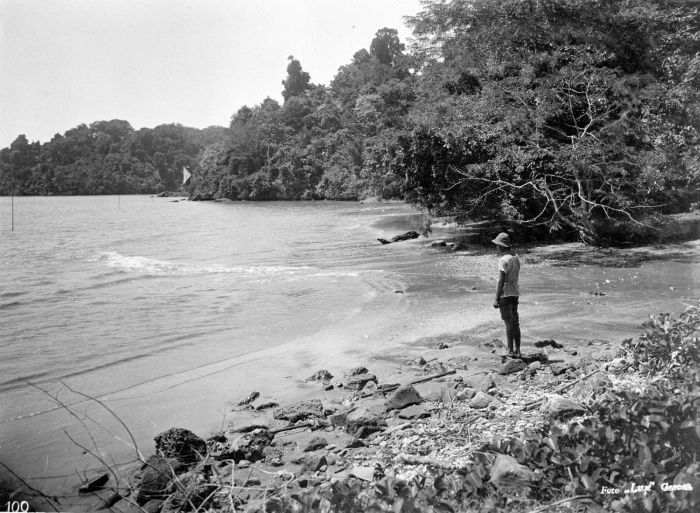
الساحل الجنوبي للجزيرة ما بين 1920-1940

## تاريخ الجزيرة
استغلت الجزيرة لبناء السجون خلال الاحتلال الهولندي لإندونيسيا. وقد بنت الحكومة الاستعمارية سجنا مشدد الحراسة في هذه الجزيرة المعزولة كمنفى للمجرمين والمعارضين السياسيين. افتتح السجن في نوسا كامبانجان في منتصف عشرينات القرن الماضي منتصف من قبل حكام إندونيسيا الهولنديين الاستعماريين السابقة، واعتبر السجن من أقسى مؤسسات العقوبات في جنوب شرق آسيا. وقبل ذلك كان قد أعلن الهولنديون الجزيرة خارج الحدود في عام 1905.
وقد تمت مواصلة استخدام سجن الجزيرة حتى بعد استقلال إندونيسيا. وخلال حكم الرئيس السابق سوهارتو، سجن المئات من المعارضين السياسيين في الجزيرة. معظمهم كانوا من السجناء السياسيين، وأعضاء في الحزب الشيوعي المحظور في إندونيسيا.
افتتحت الجزيرة كوجهة سياحية عامة في عام 1996.
استخدمت الجزيرة للعناية باللاجئين. وقد احتجز نحو 140 لاجئ أفغاني على الجزيرة بعد غرق قاربهم في 17 آب 2001 والذي كان في طريقه إلى جزيرة عيد الميلاد في أستراليا. ومع ذلك، فإن أكثر من 90 من هؤلاء اللاجئين قد هرب يوم 19 سبتمبر 2001 في قوارب صيد صغيرة، ويعتقد أن توجهوا إلى أستراليا.
كما تأثر الجزيرة جراء الزلزال جاوة في يوليو عام 2006، حيث ضربت موجة تسونامي سببها زلزال تحت سطح البحر قوته 7.7 درجة على مقياس ريختر قبالة سواحل جاوة. اختفى ما لا يقل عن 11 قرويا وقتل 8 أشخاص في أعقاب ذلك، اثنتان منها من نزلاء سجن بيرميزان، وتم اعتبار خمسة عشر سجينا في سجن جزيرة نوسا كامبانجان (قرب بانجانداران) في عداد المفقودين أيضاً.

## جغرافية وطبيعة الجزيرة

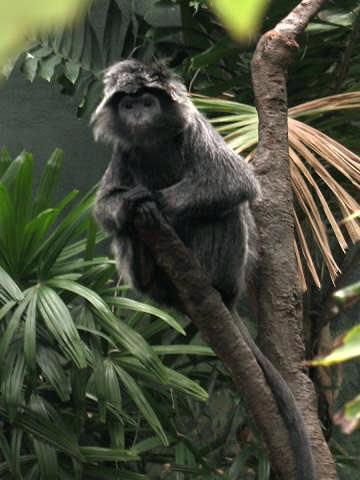
أحد أنواع القرود الجاوية المهددة بالانقراض

يفصل جزيرة نوسا كامبانجان عن جزيرة جاوة مضيق سيغارا أناكان الضيق. الجزيرة معزولة عن جاوة وهي قليلة التطور ويسكنها القليل من السكان، كما أن الحياة البرية محافظ عليها على نحو أفضل. الجانب الشرقي من الساحل يعتبر منطقة محمية طبيعية حيث يقع الحصن الهولندي القديم على الشاطئ كارانغباندونغ.
وبسبب وجود الغابات المطيرة الاستوائية، لذلك يتواجد في نوسا كامبانجان تنوع بيولوجي. حيث يوجد أكثر من 71 نوعاً من الطيور، و14 نوعا من الزواحف إضافة إلى أنواع متعددة من الثدييات. صنف 23 نوعا من الطيور على أنها مهددة بالانقراض.

## سكان الجزيرة
يبلغ سكان الجزيرة 3000 نسمة تقريبا، جاويون في الأصل (باستثناء السجناء وموظفي السجون)، يعمل أغلبهم في صيد السمك وجمع وزراعة المطاط وخشب الساج. وبسبب النشاطات غير الشرعية فإن الجزيرة معرضة لخطر التغيرات البيئية خصوصا بعد فقدان مساحات خضراء شاسعة تقدر بحدود 30 كم2.

## السجون
توجد في الجزيرة 9 سجون، 4 منها ما زالت تستخدم وهي:
1. سجن بيرميزان، بني عام 1908
2. سجن باتو، بني عام 1925، وهو أشهرها
3. سجن بيسي، بني عام 1929
4. سجن كامبانغكونينغ، بني عام 1950، وهو الوحيد الذي بني بعد الاستقلال

ويوجد أيضا 5 سجون مغلقة حاليا :
1. سجن نيربايا، بني عام 1912
2. سجن كارانغانيار، بني عام 1912
3. سجن كارانغتينغه، بني عام 1928
4. سجن غلينجر، بني عام 1929
5. سجن ليموسبونتو، بني عام 1935

كل السجون بنيت من قبل الهولنديين خلال فترة احتلالهم لإندونيسيا عدا سجن كامبانغكونينغ.

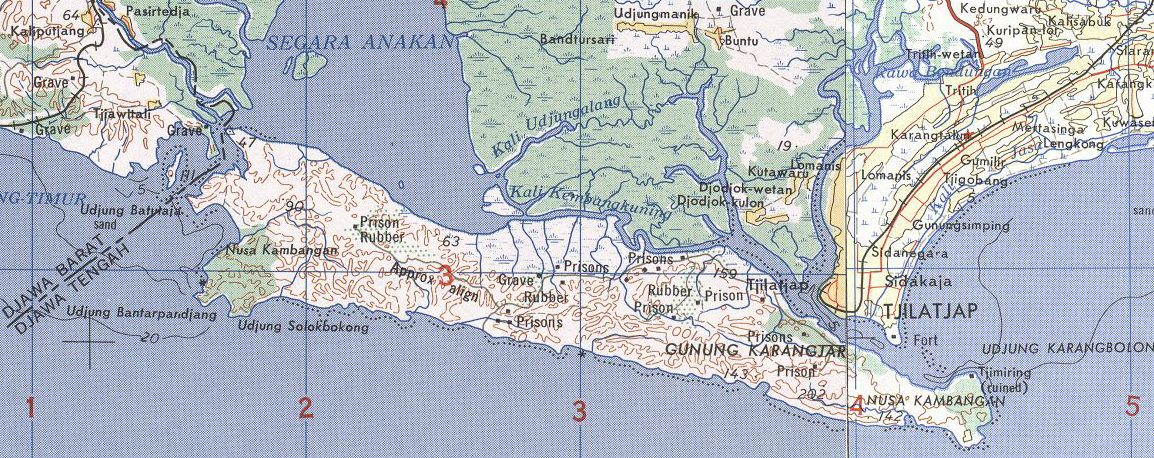
خريطة مفصلة لجزيرة نوسا كامبانجان تظهر فيها مواقع السجون

### أشهر النزلاء
من أشهر نزلاء هذه السجون على مر التاريخ :
- برامويديا أنانتا توير (Pramoedya Ananta Toer)، أديب قاص وشاعر، سجين سياسي
- بوب حسن، وزير زراعة غابات سابق، أدين بتهمة الفساد
- إمام سامودرا وعمروزي وعلي جوفرون، وهم ثلاثة رجال أدينوا في تفجيرات بالي عام 2002. اعدموا رميا بالرصاص هناك يوم 9 نوفمبر، 2008.
- تومي سوهارتو، نجل الرئيس الإندونيسي السابق سوهارتو، أدين بتدبير اغتيال القاضي الذي حكم عليه بتهمة الفساد.
- فابيانوس تيبو ودومينجوس دا سيلفا وماريانوس ريوو، وهم ثلاثة رجال أدينوا بالتحريض لاعمال الشغب المميتة في سولاوسي الوسطى، وقد تم إعدامهم هناك.
- وقد ضم سجن كامبانغكونينغ المئات من أعضاء حركة آتشيه الحرة، ولكن أفرج عنهم لاحقا على أنها جزء من اتفاق السلام.
- في حزيران 2007، تم نقل 244 سجين أدينوا في مختلف جرائم المخدرات إلى سجن جديد في سجن كامبانغكونينغ سمي بـ(سجن الأمان التام). وقد تم المجيءبهؤلاء السجناء من سجون مختلفة في البلاد لأجل عزلهم وقطع تداول المخدرات في إندونيسيا.

## السياحة
من منتصف تسعينات القرن الماضي، تم الترويج للجزيرة من قبل السلطات المحلية كوجهة سياحية، حيث تم الترويج للكهوف، والشواطئ، والحيوانات البرية المهددة بالانقراض في جاوة في المقام الأول.
من المعالم البارزة :
- شاطئ بيرميزان ذو الرمال الجميلة البيضاء والرمادية قرب منارة السجن بيرميزان على الساحل الغربي للجزيرة
- رانكا باباكان على الشاطئ الغربي من الجزيرة
- شاطئ الرمال البيضاء
- العديد من الكهوف مثل كهف الملكة (غوا راتو).

ووفقا لمكتب السياحة في سيلاكاب، فقد تم افتتاح نوسا كامبانجان كوجهة سياحية بعد التوصل إلى اتفاق بين حاكم جاوة الوسطى، ووزارة العدل في عام 1996. وقد استثمرت الحكومة المحلية في سيلاكاب مبلغ 1.7 مليار روبية إندونيسية في الأعمال التحضيرية لفتح الجزيرة، ومعظمها كان يستخدم في أعمال البنى التحتية السياحية ذات الصلة.
كما تم تأسيس وكالة خاصة سميت بـ(BPOW) لإدارة السياحة في الجزيرة، حيث تم تعيين مأمور سجن نوسا كامبانجان كرئيس للوكالة ورئيس مكتب السياحة في سيلاكاب كنائب له.
واحد من أهم الأحداث الثقافية الرئيسية في الجزيرة هو Sedekah Laut (التضحية في البحر)، الذي يقام من قبل سلطنة سوراكارتا كل عام جديد حسب التقويم الجاوي.